# القوات الجوية الليبية الحرة
القوات الجوية الليبية الحرة هيَ مجموعات جنود وضباط القوات الجوية الليبية الذين انشقوا عن نظام العقيد معمر القذافي وأعلنوا التحاقهم بثورة 17 فبراير الليبية في مطلع عام 2011، وهي تُمثل سلاح الجو لقوات الثوار الليبيين التي تتنازع مع القذافي وقواته في حرب ثورة 17 فبراير لإسقاط النظام الليبي الحاكم. تتبع القوات الجوية الليبية الحرة المجلس الوطني الانتقالي في شرق ليبيا الذي يُدير عمليات الثوار العسكرية ضد القذافي، وهيَ مُدرجة ضمن قيادة مُوحدة جنباً إلى جنب مع جيش التحرير الوطني الليبي الذي يُمثل في المُقابل القوات البرية للثوار، وكلاهما تحت قيادة رئيس أركان جيش التحرير اللواء عبد الفتاح يونس العبيدي.
قامت هذه القوات الحرة بدعم الثوار على الأرض عدة مرات في معاركهم مع كتائب القذافي، كانت أولاها خلال معركة أجدابيا الأولى عندما أعاقت قصف بعض سفن القذافي الحربية لمواقع الثوار في بلدة أجدابيا، لكن مع ذلك فقد ظلّ سلاح الجوّ هذا ضعيفاً أمام تسليح قوات القذافي الجوية والبرية المُضادة للجو مما تسبّب بخسارته لبعض طائراته غير مرّة وعدم فعالية أدائه كثيراً. وقد ظلّت مشاركة القوات الجوية الليبية الحرة ضئيلة بشكل عام في حرب ثورة 17 فبراير حيث لم تُشارك إلا في معارك قليلة ولم تكن فعالة كثيراً فيها، كما أعاقت عمليات التحالف الدولي لفرض الحظر الجوي على ليبيا لاحقاً تحليق هذه القوات في سماء ليبيا أكثر وأكثر.

## التأسيس
كما هيَ الحال مع باقي قوات الثوار الليبيين، فلا تُوجد بداية مُنظمة أو وَاضحة لتشكيل القوات الجوية الليبية الحرة، بل ما حَدَث هوَ أن سلاح الجو هذا أخذ بالتشكل تدريجياً بطبيعة الحال مع بُزوغ المَزيد من الانشقاقات والعصيانات في صفوف القوات الجوية الليبية التابعة للقذافي، ثم بدأ مع الوَقت هؤلاء الجنود والضباط المُنشقون بتشكيل ما يُشبه سلاح جو موالي للثوار استغلوا فيه خبرتهم بالقتال الجويّ. وفيما يَلي في هذه الفقرة ذكر للانشقاقات المُسجلة التي ظهرت في قوات القذافي وأدت إلى انبثاق هذا السلاح الجويّ عنها.
مع مطلع الثورة في مدن الشرق الليبي وبدأ استقلال هذه المُدن عن حُكم القذافي واحدة تلوَ الأخرى، أخذت أجهزة الأمن والكتائب العسكرية بالانضمام إلى الثورة بوتيرة سريعة في هذه المنطقة. وقد تضمنت هذه الكتائب المُنشقة قاعدتين جويتين رئيسيتين وهامتين في شرق البلاد، إحداهما هيَ "قاعدة بنينة الجوية" الواقعة في مُحيط مدينة بنغازي والثانية "قاعدة جمال عبد الناصر الجوية" في مدينة طبرق التي تُعد أكبر القواعد الجوية في المنطقة، وبانضمام جميع جنود وضباط هاتين القاعدتين إلى الثورة حصل الثوار على دفعة كبيرة من المراكب الجوية وخبراء القتال الجويّ الذين يُمثلون بطبيعة الحال جزءاً من القوات الجوية الحرة.
وإلى جانب هذه القواعد الجوية الكبيرة، شهدت صفوف القوات الجوية الليبية عدة استقالات فردية في صفوف بعض قواد الطائرات، فمثلاً في يوم 23 فبراير رفض قائد إحدى الطائرات قصف المتظاهرين في بنغازي وقفز من طائرته بالمظلة تاركاً إياها تتحطم قرب بلدة أجدابيا. بينما انشق بعض قواد الطائرات الآخرين وهربوا من القذافي نحو جزيرة مالطا، لكنهم بالرغم من ذلك لم يَلتحقوا بالثوار أو يُشاركوا في الحروب بخبراتهم القتالية الجوية كباقي ضباط وجنود سلاح الجو.

## الخدمة
شهدت القوات الجوية الليبية الحرة أول استخدام لطائرتها في معركة حقيقية ضد قوات القذافي في منتصف شهر مارس خلال معركة أجدابيا الأولى، وتحديداً في يوم الثلاثاء 15 مارس. ففي تلك الفترة كان يَملك الثوار عدداً من المطارات العسكرية في شرق ليبيا، وكانت تحوي هذه المطارات بعض الطائرات الحربية المُهملة التي تحتاج إلى القليل من الصيانة لاستخدامها. وفي وقت مُقارب وًصل إلى هذه المطارات ضباط سابقون في الجيش الليبي كانوا قد التحقوا بالثورة، وقد أخذ هؤلاء الضباط على عاتقهم إصلاح الطائرات وتجهيزها للاستخدام القتالي في المعركة. ولاحقاً تمكن الضباط من إصلاح الطائرتين ذات طراز ميغ-23 بالشكل المُناسب، وأقلعتا من قاعدة بنينة الجوية في بنغازي (ذاتها التي انضمت إلى الثورة قبل ذلك ببضعة أسابيع)، ثم اتجهتا نحو ميدان المعركة في أجدابيا. وقد كانت العملية الأولى للقوات الجوية الحرة ناجحة حيث استطاعت ضربات الطائرتين الجوية إغراق سفينتين حربيتين للقذافي كانتا تقصفان البلدة، فضلاً عن إلحاق أضرار بعدد آخر من الدبابات.
أما ثاني عمليات القوات الجوية الليبية الحرة فقد كانت خلال معركة بنغازي الثانية في يوم السبت 19 مارس. ففي ذلك اليَوم كانت قوات القذافي تحاصر المدينة وتدخلها بآلياتها العسكرية مُهددة بذلك قوات الثوار داخلها، ولذا فقد قرروا استخدام طائرة من طراز ميغ-23 للتحليق حولها وقصف قوات الكتائب من الجوّ، إلا أن الكتائب تمكنت بدورها من إصابة الطائرة بأسلحتها المُضادة للجو وتسبّبت باندلاع النيران فيها ثم سقوطها نحو الأرض وانفجارها. ومع ذلك فقد أفادت بعض المصادر بأن الطيار تمكن من مُغادرة طائرته بمظلة قبل أن تصطدم بالأرض وتنفجر، وأنه لا زال على قيد الحياة. وقد أعلن جانب حكومة القذافي لاحقاً أن الثوار استخدموا طائرة عمودية في التحليق حول المدينة خارقين بذلك قرار مجلس الأمن الدولي رقم 1973 القاضي بفرض منطقة حظر طيران فوق ليبيا، وكان هذا هوَ تبريرها لإسقاط وتفجير الطائرة.
كان ثالث استخدام للقوات الجوية الليبية الحرة في يوم السبت 9 أبريل خلال معركة أجدابيا الثانية. وقد كانت هذه المرة هيَ المرة الأولى التي يَستخدم فيها الثوار الليبيون مروحيات عسكرية في القتال (بينما استخدموا الطائرات في المرتين السابقتين)، حيث انطلقت مروحيتان من طبرق وقدمتا إلى بلدة أجدابيا ثم أخذت بقصف قوات القذافي المُتمركزة حول المدينة. لكن بالرغم من ذلك فقد ادعت حكومة القذافي أنها تمكنت من إسقاط المروحيتين وتفجيرهما، بينما لم يَنفي الثوار هذا. وقد كانت طائرة أخرى للثوار من طراز ميغ-23 على وشك أن تلتحق بالمعركة هيَ الأخرى في ذلك اليوم، لكن قوات حلف الناتو أجبرتها على الهبوط قرب بنغازي عملاً بقرار الحظر الجوي.
وبشكل عام، فلم يَستخدم الثوار كثيراً سلاح الجو خلال حربهم مع قوات القذافي، وهوَ في معظم حالات استخدامه لم يَكن فعالاً كثيراً نظراً لضعفه مقارنة بتسليح قوات القذافي، التي تمكنت من إسقاط مركبات الثوار الجوية في اشتباكين من الاشتباكات الثلاث التي خاضتها القوات الجوية الليبية الحرة.

## المركبات الجوية
| اسم الطراز      | النوع         | الكمية | الملاحظات والمراجع |
| --------------- | ------------- | ------ | --- |
| ميغ-23          | طائرة مقاتلة  | 2      | أسقطت إحداهما خلال معركة بنغازي الثانية، بينما حاولَ الثوار استخدام الأخرى المبتقية في معركة أجدابيا الثانية إلى أن حظر الناتو الجوي منعهم من ذلك |
| ميل مي-24       | مروحية عسكرية | 1      | ساهمت في إغراق سفينتين للقذافي خلال معركة أجدابيا الأولى                                                                                         |
| سي إتش-47 شينوك | مروحية عسكرية | 1      | شوهدت مع مروحية حربية أخرى خلال معركة أجدابيا الثانية، لكن ليس من المُؤكد أنها تنتمي إلى طراز شينوك                                               |